# Цикада 3301
Цикада 3301 (англ. Cicada 3301) — организация, публиковавшая загадки в Интернете. Все они связаны с защитой данных, криптографией и стеганографией. С помощью них основатели отбирают людей в своё сообщество.
4 января 2012 года на сайте 4chan был размещён следующий пост:

Привет. Мы ищем лиц с высоким интеллектом. Для этого мы разработали тест. В этом изображении есть скрытое сообщение. Найдите его, и оно покажет вам, как найти нас. С нетерпением ждём тех немногих, кому удастся пройти весь путь. Удачи. 3301
Оригинальный текст (англ.)
— Cicada 3301
Первая серия головоломок продлилась около месяца. Вторая началась 5 января 2013 года, третья — 6 января 2014 года, после публикации головоломки в Twitter. В 2015 году новых головоломок не было. Новое сообщение было опубликовано в Twitter 6 января 2016 года, но не содержало головоломку.
Существуют подражатели, публикующие головоломки от имени «Цикада 3301», но, как правило, они не содержат цифровую подпись, либо подписаны неверными ключами.
В 2017 году было найдено новое сообщение на Pastebin с верной PGP подписью:

Cicada 3301:

Остерегайтесь ложных путей. Всегда проверяйте PGP подпись от 7A35090F. 3372 shvedogonmoi, dalaylama 72.
Оригинальный текст (англ.)
— Cicada 3372

## Цель
Точные цели организации так и остаются туманными. Известны лишь некоторые критерии отбора в состав сообщества:
1. Высокий интеллект, без учёта теста IQ;
2. Мастерское обращение с программированием;
3. Высокие знания криптографии и подобных наук о шифровании;
4. Навыки работы с Linux-системами;
5. Высокий уровень IT подготовки.

В конце 2012 года одним из победителей «отбора» Маркусом Уоннером было заявлено, что Цикада 3301 занимается разработкой приложений для анонимного и безопасного общения в сети.

## Типы головоломок
Головоломки «Цикада 3301» охватывают множество средств коммуникации, включая интернет, телефон, музыку, загрузочные образы диска с Linux, цифровые изображения и бумажные знаки. Также «Цикада 3301» используют множество методов шифрования, кодирования и скрытия информации. Головоломки имеют отсылки к широкому спектру книг, поэзии, произведений искусства и музыки. Каждая головоломка имеет цифровую подпись одинаковым GnuPG ключом для подтверждения авторства. Среди всех загадок всего было найдено два музыкальных произведения под названием «The Instar Emergence» и «Interconnectedness», сопровождавших подсказки для следующих этапов. Объединив две конструкции воедино получалось: «Взаимосвязь времени появления» или «время появления взаимосвязано». Существует мнение, что года, в которые публиковались загадки взаимосвязаны с тем, какие выводки периодических цикад появлялись в то время на поверхность. Следующее ожидаемое появление: 2029 год.

## Расположение подсказок
На протяжении игры некоторые головоломки требовали добраться до определённых мест для получения следующих головоломок. Эти места были расположены в следующих городах:
- Аннаполис (Мэриленд), США;
- Чино (Калифорния), США;
- Колумбус (Джорджия), США;
- Фейетвилл (Арканзас), США;
- Гринвилл (Техас), США;
- Халейва[англ.] (Гавайи), США;
- Литл-Рок (Арканзас), США;
- Майами (Флорида), США;
- Новый Орлеан (Луизиана), США;
- Портленд (Орегон), США;
- Сиэтл (Вашингтон), США;
- Эрскинвиль[англ.], Австралия;
- Гранада, Испания;
- Москва, Россия;
- Окинава, Япония;
- Париж, Франция;
- Сеул, Южная Корея;
- Варшава, Польша.

## Влияние
- В телесериале «В поле зрения» существует отсылка к «Цикаде 3301» — соревнование Nautilus (4x02), устроенное искусственным интеллектом Samaritan — главным антагонистом 4 сезона[9].
- В видеоигре «Watch Dogs 2» в задании «Ghost Signals» главный герой упоминает «Цикаду 3301», указывая на то, что организация не появилась бы, если в природе не существовало бы пятидесятидвухгерцового кита.
- Пазлы «Цикады 3301» играют важную роль в визуальном романе Anonymous;Code.
- В видеоигре Assassin’s Creed Origins Сфинкс упоминает «Цикаду 3301».
- Фильм «Цикада 3301: Квест для хакера» (2021) (Dark Web: Cicada 3301[англ.])
- Книга «Даркнет. Игра реальности»